# Десі Слава
Десіслава Іванова Донева, відома під сценічним псевдонімом Десі Слава, болгарська поп-фолк, поп та рок співачка.

## Біографія
Десі Слава народилась у місті Раднево Старозагорської області, що в Болгарії 7 березня, 1979 року. Її батьки розлучилися, коли їй було всього 6 років. У дитинстві вона навчалась бойовому мистецтву карате і мріяла стати працівником поліції. Співачка почала співати, коли вона була вже у п'ятому класі. У 14 вона виграла свою першу нагороду пісенного конкурсу. Незабаром на одному з конкурсів її помітив Мінчо Атанасов, керівник оркестру «Раднево», який був вразений талантом юної співачки і тому вирішив запропонувати їй стати солісткою оркестру. У 17 років, Десі була почута відомою болгарською виконавицею народних пісень Валканою Стояновою, яка була також вражена її талантом. Незабаром, Валкана почала давати Десі Славі свої уроки, а через деякий час Десі почали називати другою Валканою («втората Вълкана») вважаючи її гідним наступником цього імені.

## Кар'єра
Вона випустила перший альбом у 1998 році: «Проблема нямам» (Нема проблем). Її голос передбачав майбутнє повного успіху. Потім вона отримала нагороду «Золотий Мустанг» за пісню «Заклевам те». Другий альбом Десі містив пісні «Мъжете всичко искат», «Ези-тура» та ін. Після цього альбому вона випустила пісню «Бели нощи» (Белі ночі), яка була добре прийнята публікою.
Третій альбом «Завинаги» (Назавжди) також був успішним. У ньому міститься пісня під назвою «Следи от сълзи» (Сліди сліз). Альбом «Мистерия» був випущений в 2002 році і він був готовий хітів: «Две сърца» (Два серця), «Птица скитница» (Птиця бродяга), «Мистерия». Через рік вона повернулася з новим альбомом, «Любовта е просто чувство» (Кохання — просте відчуття). Це найпопулярніший альбом 2004 року в Болгарії. «Няма те до мен» (Ти не поруч), «Лаха» (Цзи), «Бъди добро момче» (Будь гарним хлопчиком), «Просто забрави» (Просто забудь) стали хітами 2004 року.
Десі Слава почала співати в дуеті з Азізом в 2004 році в альбомі під назвою «Вместе» — «Жадувам» (Жадвю) — цю пісню дуже високо оцінили з iconoclast відео.
У 2005 році альбом «Гореща следа» (Жаркий слід) був розпочатий з провокаційною пісні «Ne Чжечжу speshen мили» (Ви не актуальні для мене). Ця пісня супроводжується Десі другим дуетом з Азізом «Казваш ми обичаш ме» (Кажеш, що любиш), «Я бы Dream Из Вы», «Что-то Дополнительно», «Невъзможно е да спрем»(Неможливо зупинитися)
У 2006 був випущений її альбом з Тоні Стораро «Замълчи» (Замовкни), який став основним серед постраждалих поп народних уболівальників. 16 жовтня вона випустила пісню «Схемата» (Схема) з провокаційним відео. У грудні вона випустила ще один альбом «Сладки сънища» (Солодкі сни) — суміш поп-фолку, rnb, попу, року і латино.

## Дискографія

### Студійні альбоми
- Нямам проблеми 1998
- Ези-тура 2000
- Завинаги 2001
- Мистерия 2002
- Любовта е само чувство 2004
- The Best of Desi Slava 2004
- Заедно (дует з Азізом) 2004
- Гореща следа 2005
- Сладки сънища 2006
- Estoy Aqui 2008 (ES)
- Послушай сърцето си 2009
- Slavatronika 2011

### Альбоми VHS і DVD
- Бели нощи 2000 (VHS)
- Desislava & Azis — Together DVD- (дует з Азізом) 2004
- Desislava DVD 2005

### Інші альбоми
- Оркестър Раднево и солисти 1996
- Best Ballads (неофіційний) 2008
- MP3 Hit Collection (неофіційний) 2009

## Нагороди

### 1994
- 1-ша нагорода на радіо «Стара Загора»

### 1995
- 1-ша нагорода на фолк-конкурсі відомої співачки Петкани Захарієвої

### 1996
- Гран-прі нагорода у конкурсі найвідоміша співачка Вилкана Стоянова

### 1999
- Нагорода за виконання пісні «Златен мустанг»

### 2000
- Нагорода хіт року — «Мъжете всичко искат»
- Нагорода альбом року
- Нагорода співачка року
- Нагорода за найкращу пісню фестиваля «Тракия фолк»
- Нагорода глядацьких симпатій «Тракия фолк»
- Нагорода на «Световен фестивал на изкуствата» в Голлівуді

### 2002
- Нагорода за кліп року
- Нагорода за альбом року
- Нагорода співачка року (вдруге поспіль)

### 2004
- Найкраща пісня за глядацьким голосуванням
- Найкраще відео за глядацьким голосуванням

### 2005
- Найкращий дует
- Найкраще відеокліп

### 2006
- Нагорода за кліп року «Някой ден»

### 2007
- Нагорода най-сексопільніша жінка журналу FHM
- Нагорода за найкраще виконання наживо